# Россия на «Детском Евровидении — 2006»
Россия участвовала в 2006 году в конкурсе песни «Детское Евровидение» во 2-й раз — страну представили сёстры Мария и Анастасия Толмачёвы с песней «Весенний джаз».

## Исполнитель
Сёстры Мария и Анастасия Толмачёвы родились 14 января 1997 года в Курске. С раннего возраста занимались вокалом.
Открывали первый полуфинал на Евровидении 2009.
В 2014 году участвовали в Евровидении 2014 и заняли 7-е место.

## Перед Детским Евровидением

### Национальный отбор
5 апреля 2006 года, ВГТРК объявило о проведении национального отбора на Детское Евровидение. Заявки принимались до 27 апреля. Профессиональное жюри отобрало 20 заявок для участия в финале национального отбора.
Финал национального отбора был назначен 4 июня 2007 года в ГЦКЗ «Россия». Ведущими отбора стали Валерия и Юрий Николаев.
В жюри вошли:
- Надежда Бабкина — певица, Народная артистка России.

- Филипп Киркоров — певец, Народный артист России.

- Григорий Гладков — музыкант.

- Евгений Крылатов — автор детских песен.

- Александр Журбин

В качестве приглашённых гостей выступили Влад Крутских и Волшебники двора и победительница Детского Евровидения 2005 Ксения Ситник.
| Исполнитель                 | Песня                          | Место |
| --------------------------- | ------------------------------ | ----- |
| Мария и Анастасия Толмачевы | Весенний джаз                  | 1     |
| Роман Керимов               | Художник                       | 15    |
| Татьяна Храмова             | Паровоз                        | 18    |
| Луара Айрапетян             | Красная Шапочка                | 2     |
| Анастасия Образцова         | Дурнушка                       | 20    |
| Евгений Нецветов            | Моя Россия                     | 5     |
| Ксения Милюкова             | Я и солнышко                   | 19    |
| Мераб Дарсания              | Маэстро Робертино              | 4     |
| Александра Козлова          | Вместе с нами                  | 6     |
| Алина Шайгородская          | Путешественники                | 17    |
| Александр Зиновьев          | Робинзон                       | 11    |
| Нарек Варданян              | Подруга балалайка              | 3     |
| Маргарита Мочалова          | Я прошу вас, люди, быть добрее | 16    |
| Владимир Сафонкин           | Моя любовь                     | 7     |
| Вячеслав Акимов             | Мобильный телефон              | 9     |
| Екатерина Савельева         | Я танцую                       | 14    |
| Кирилл Кириленко            | Собака Найда                   | 12    |
| Ульяна Синецкая             | Фея                            | 13    |
| Группа «Пацаны»             | Неверлэнд                      | 8     |
| Полина Ушакова              | Русские матрёшки               | 10    |

Победу в национальном отборе одержали Мария и Анастасия Толмачёвы с песней «Весенний джаз».

## На Детском Евровидении
Телеканал Россия показал финал конкурса в прямом эфире из столицы Румынии Бухареста. Комментатором была Ольга Шелест, а результаты зрительского голосования от России объявлял Роман Керимов- актёр и серебряный призёр Национального отбора на Детское Евровидение 2006.
Сёстры выступили под 15-м номером после Хорватии и заняли 1-е место со 154 баллами. Это была первая победа России на конкурсе.

## Голосование
| Голоса за российского исполнителя | Голоса за российского исполнителя                             |
| --------------------------------- | ------------------------------------------------------------- |
| Оценка                            | Страны                                                        |
| 12                                | Европейский Вещательный Союз                                  |
| 12                                | Беларусь, Бельгия, Украина, Хорватия, Сербия, Румыния, Швеция |
| 10                                | Португалия, Испания, Нидерланды, Греция, Кипр                 |
| 8                                 | -                                                             |
| 7                                 | -                                                             |
| 6                                 | -                                                             |
| 5                                 | -                                                             |
| 4                                 | Мальта, Македония                                             |
| 3                                 | -                                                             |
| 2                                 | -                                                             |
| 1                                 | -                                                             |
| Голоса российских телезрителей    |                                                               |
| Оценка                            | Страна                                                        |
| 12                                | Беларусь                                                      |
| 10                                | Швеция                                                        |
| 8                                 | Украина                                                       |
| 7                                 | Сербия                                                        |
| 6                                 | Кипр                                                          |
| 5                                 | Испания                                                       |
| 4                                 | Бельгия                                                       |
| 3                                 | Нидерланды                                                    |
| 2                                 | Румыния                                                       |
| 1                                 | Хорватия                                                      |